# I Wanna Have Your Babies
I Wanna Have Your Babies è una canzone della cantante pop Natasha Bedingfield. Pubblicato ad aprile 2007, è il primo singolo estratto dall'album N.B..

## Video musicale
Nel video la cantante in alcune situazioni quotidiane si trova accanto un personal trainer, un ricco tennista ed un cantante hip-hop ma proprio quando lei si immagina la vita con ognuno di loro ed un plausibile figlio, si accorge che sono incompatibili. Alla fine del video trova in un semplice barista l'uomo della sua vita, quello adatto per avere dei "babies".